# Cianato de litio
El cianato de litio es un compuesto químico inorgánico, del grupo de las sales, que está constituido por aniones de cianato {\displaystyle {\ce {OCN-}}} y cationes litio (1+) {\displaystyle {\ce {Li+}}}, cuya fórmula química es {\displaystyle {\ce {LiOCN}}}.

## Propiedades
El cianato de litio es un compuesto de color blanco que cristaliza en el sistema trigonal, grupo espacial R3m. Tiene un punto de fusión de 475 °C. Es ligeramente higroscópico y tiene una solubilidad en agua de 67,5 gramos en 100 g a 25 °C.

## Preparación
El cianato de litio fue sintetizado por primera vez por William P. Ter Horst en 1950 a partir de carbonato de litio {\displaystyle {\ce {Li2CO3}}} y urea {\displaystyle {\ce {NH2CONH2}}} calentando a 600 °C según la reacción:
{\displaystyle {\ce {Li2CO3 + 2NH2CONH2 -> 2LiOCN + CO2 + 2NH3 + H2O}}}

## Aplicaciones
Se ha propuesto su uso como pesticida contra los ácaros.